# オリナス錦ケ丘
ORINAS錦ケ丘（オリナスにしきがおか）は、宮城県仙台市青葉区錦ケ丘に所在する商業街区である。

## 概要
仙台市西部の住宅地である錦ケ丘における商業街区であり、宮城県道132号秋保温泉愛子線に面している北側からAブロック・Bブロック、県道に面していない東側のCブロックによる3つのブロックおよび錦ケ丘ヒルサイドモールで構成され、錦エステートが運営する。
「人・物・事が錦織物のように織り成す場所」という願いを込めて、2023年に命名された。

## 沿革
- 1994年 - 錦ケ丘ショッピングセンター（現、錦ケ丘ヒルサイドモール）開業。
- 2018年 - 商業街区、認可。
- 2021年 - 商業街区、整備完了。
- 2022年
  - 1月12日 - クスリのアオキ錦ヶ丘店オープン[3]。
  - 2月16日 - シャトレーゼ錦ヶ丘店オープン。
- 2023年
  - 3月3日 - ランドリープラッツ錦ケ丘店オープン[4]。
  - 7月26日 - 仙台錦ケ丘郵便局開局[5]。
  - 10月6日 - 愛子天空の湯 そよぎの杜開業[6]。
- 2025年
  - 3月26日 - ケンタッキーフライドチキン錦ケ丘店、ピザハット錦ケ丘店、かつや錦ケ丘店、同時オープン。
  - 5月21日 - トライアル錦ケ丘店オープン[7]。
  - 秋ごろ - R Baker 錦ケ丘店オープン予定[8]。

## 構成

### Aブロック
- 愛子天空の湯 そよぎの杜
- ケンタッキーフライドチキン
- ピザハット
- かつや
- R Baker（2025年秋ごろオープン予定）

### Bブロック
- クスリのアオキ
- シャトレーゼ
- ランドリープラッツ
- 仙台錦ケ丘郵便局

### Cブロック
- トライアル